# Mamorallo Tjoka
Mamorallo Tjoka (née le 25 octobre 1984 à Ha Seqhoe, au Lesotho) est une coureuse de fond et marathonienne lésothienne.

## Biographie
Mamorallo Tjoka s'entraîne au Lesotho, où elle dit profiter des altitudes élevées pour son entraînement. Son entraîneur est Kenneth Hlasa (en).
En 2001, elle participe à des épreuves de sprint aux championnats du monde junior d'athlétisme à Debrecen, mais ne passe pas les demi-finales.
Elle représente le Lesotho aux Jeux olympiques d'été de 2008 sur le marathon, où elle est la seule femme de la délégation nationale, mais ne finit pas la course en raison d'une blessure à la jambe.
Elle participe au marathon de Soweto, qu'elle remporte cinq fois jusqu'en 2011. En mai 2012, elle arrive deuxième du marathon d'Édimbourg.
Elle est porte-drapeau du Lesotho aux Jeux olympiques d'été de 2012, et la participante la plus âgée de sa délégation à l'âge de 27 ans. Comme en 2008, elle ne fait pas les temps nécessaires pour se qualifier régulièrement au marathon féminin aux Jeux olympiques d'été de 2012 dans les quatre années précédentes, mais elle est qualifiée par wild card pour donner plus de visibilité au sport de son pays. Tjoka participe donc au marathon le 5 août 2012 et finit 90e sur 107 athlètes au départ et 96 à l'arrivée, avec un temps de 2 h 43 min 15 s.